# Perlehøne
Perlehøne (Numida meleagris) er en fugleart, der lever i det subsahariske Afrika. Perlehønen er det eneste medlem af slægten Numida.